# Фишхофф, Барух
Барух Фишхофф (Baruch Fischhoff; род. 21 апреля 1946, Детройт, Мичиган) — американский учёный, один из основоположников науки принятия решений, также специалист в области управления рисками. Доктор философии (1975), Университетский профессор Университета Карнеги — Меллона, где трудится с 1987 года; член Национальных Академии наук (2017) и Медицинской академии США.
Окончил Университет Уэйна как бакалавр математики и психологии (1967). Степени магистра (1972) и доктора философии (1975) по психологии получил в Еврейском университете в Иерусалиме. Специализировался как когнитивный психолог. С 1987 года в штате CMU.
Экс-президент Society for Risk Analysis, чьей Distinguished Achievement Award удостоился (в 1991).
Почётный доктор Лундского университета.
- Премия Уильяма Проктера за научные достижения (2021)[8]

Автор многих работ, книг Acceptable Risk, Risk: A Very Short Introduction, Communicating Risks and Benefits.